# Shangri-La (chanson de Gerard Joling)
Pour les articles homonymes, voir Shangri-La (homonymie).
Chansons représentant le Pays-Bas au Concours Eurovision de la chanson
Rechtop in de wind
(1987) Blijf zoals je bent
(1989)
Singles de Gerard Joling
Chain of Love
(1987) Read My Lips
(1988)
Shangri-La est une chanson du chanteur néerlandais Gerard Joling, sortie en single en 1988. C'est la chanson représentant les Pays-Bas au Concours Eurovision de la chanson 1988.

## Adaptation
Outre sa version originale en néerlandais, Gerard Joling a également enregistré la chanson dans une version en anglais sous le même titre.

## Thème des paroles
Dans les paroles, le chanteur est à la recherche du lieu imaginaire Shangri-La.

## À l'Eurovision

### Sélection
L'artiste Gerard Joling — qui était déjà connu aux Pays-Bas et en Belgique pour ses succès dont notamment Ticket to the Tropics ou Love Is in Your Eyes sortis en 1985 — est sélectionné en interne par le radiodiffuseur néerlandais NOS. Le 23 mars 1988, six chansons sont interprétées par Gerard Joling lors de la finale nationale Nationaal Songfestival '88. 
La chanson Shangri-La est finalement sélectionnée, avec 283 points, pour représenter les Pays-Bas au Concours Eurovision de la chanson 1988 le 30 avril à Dublin, en Irlande.

### À Dublin
La chanson est intégralement interprétée en néerlandais, langue officielle des Pays-Bas, comme l'impose la règle de 1977 à 1998. L'orchestre est dirigé par Harry van Hoof (nl).
Shangri-La est la septième chanson interprétée lors de la soirée, suivant La chica que yo quiero (Made in Spain) de La Década Prodigiosa pour l'Espagne et précédant Ben Adam de Yardena Arazi pour Israël.
À la fin du vote, Shangri-La obtient 70 points et termine 9e sur 21 chansons,.

## Liste des titres
Toutes les chansons sont écrites et composées par Peter de Wijn.
| A. | Shangri-La (version anglaise)     | 3:00 |
| B. | Shangri-La (version néerlandaise) | 3:00 |

## Classements hebdomadaires
| Classement (1988)                      | Meilleure position |
| -------------------------------------- | ------------------ |
| Belgique (Flandre Ultratop 50 Singles) | 15                 |
| Pays-Bas (Nederlandse Top 40)          | 20                 |
| Pays-Bas (Single Top 100)              | 14                 |

## Historique de sortie
| Pays     | Date       | Format               | Label   |
| -------- | ---------- | -------------------- | ------- |
| Pays-Bas | avril 1988 | 45 tours • CD single | Mercury |